# Taiping Dao (Insel)
Taiping Dao (chinesisch 太平島, Pinyin Tàipíng Dǎo oder auch Itu Aba; Filipino: Ligaw/Ligao; vietnamesisch: Đảo Ba Bình) ist mit 46 Hektar Fläche die größte natürliche Insel der Spratly-Inseln im Südchinesischen Meer. Allerdings wird sie von der künstlichen Insel auf dem Fiery Cross Reef um das Fünffache übertroffen. Die Insel hat eine elliptische Form von 1,4 km Länge und maximal 350 m Breite. Sie ist die Hauptinsel der Tizard-Bank, eines größeren Atolls der Spratly-Inseln.
Die Insel wird durch die Republik China verwaltet; die Philippinen, Vietnam und die Volksrepublik China erheben jedoch im Rahmen der Territorialkonflikte im Chinesischen Meer ebenfalls Gebietsansprüche auf die Insel.

## Namensgebungen
Die verschiedenen Besitzansprüche äußern sich auch in verschiedenen Namensgebungen. So heißt die Insel auf Vietnamesisch Ba Bình oder auf Filipino Ligaw („die Verlorene“ bzw. „die Wilde“). Chinesische Fischer gaben ihr von alters her zwei Namen: Huángshānmǎ Jiāo (黃山馬礁) oder Huángshānmǎ Zhì (黃山馬峙).
Als das Eiland von 1939 bis 1945 von den Japanern besetzt war, erhielt es den Namen 長島. Im Englischen wird es meist als Itu Aba bezeichnet, abgeleitet aus der malaiisch gesprochenen Frage „Was ist das?“. Möglich ist auch eine Deutung, die besagt, dass die Insel nach zwei vietnamesischen Mädchen, Tu und Ba, benannt wurde. Diese Schreibweise findet sich auf Karten der französischen Kolonialregierung der Indochina-Zeit. Der chinesische Name Taiping stammt von einem Kriegsschiff, welches die Insel nach der japanischen Kapitulation als erstes anlief.

## Geschichte
Die Insel wurde offiziell 1887 von Frankreich als Teil von Indochina beansprucht und 1930 durch französische Truppen besetzt. Im Zweiten Weltkrieg wurde sie von Japan erobert und zu einer U-Boot-Basis ausgebaut. Administrativ wurde das Eiland dem Bezirk Takao (Kaohsiung), Teil der damaligen japanischen Kolonie Taiwan, zugeschlagen.
Nach dem Abzug der Japaner geriet Taiping Dao daher 1946 unter die Kontrolle der Republik China. Damit verbunden war die Eingliederung in die Provinz Guangdong.
Die Republik China (Taiwan) sicherte sich gegenüber Japan 1952 im Vertrag von Taipeh den Anspruch auf die Insel.
Die Republik China hat rund 150 Angehörige der Küstenwache auf der Insel stationiert (Stand 1999). Darüber hinaus gibt es keine ständige Bevölkerung.
Trotz des Widerspruches seitens Vietnams wurde auf der Insel 2005 eine Landebahn für Flugzeuge angelegt. So ist es möglich, unter anderem den C-130 Hercules-Transporter zu landen.
Die Insel ist ein großer Streitpunkt zwischen den Anrainern Taiwan, Volksrepublik China, Vietnam und den Philippinen. Dies hat historische, geostrategische und wirtschaftliche Gründe. Vor allem nachdem bekannt wurde, dass unter den Spratly-Inseln große Ölvorkommen lagern sollen, mehren sich die Ansprüche auf deren größte und mit der besten Infrastruktur ausgebaute Insel Taiping Dao.
Am 12. Juli 2016 urteilte der von den Philippinen gegen die Volksrepublik China angerufene Ständige Schiedshof in den Haag, dass Taiping Dao und auch andere Spratly-Inseln nach dem Seerechtsübereinkommen der Vereinten Nationen nicht als Inseln, sondern als Felsen zu klassifizieren seien und damit auch keine 200-Seemeilen-Wirtschaftszone beanspruchen könnten. Das Urteil wurde in seltener Einheit sowohl von der Republik China als auch von der Volksrepublik China zurückgewiesen, die beide erneut ihre Ansprüche auf die Insel bekräftigten. Die Vereinigten Staaten, der traditionelle Alliierte Taiwans, hatten dagegen den Urteilsspruch unterstützt.

## Administration
Die Republik China verwaltet die Insel als Teil des Bezirks Qijin, der zur südtaiwanischen Hafenstadt Kaohsiung gehört. Die Volksrepublik China beansprucht die Insel als Teil der bezirksfreien Stadt Sansha der Provinz Hainan.